# Demurrage (Seefahrt)
Demurrage (oder Demourage, deutsch „Liegegeld“) ist in der Seeschifffahrt die Vergütung des Befrachters an den Verfrachter, wenn die in der Charterpartie vereinbarte Lade- oder Löschzeit eines Frachtschiffes überschritten wird. 
Die Höhe der Demurrage wird zwischen Befrachter und Verfrachter in der jeweiligen Charterpartie vereinbart.
Für eine schnellere als in der Charterpartie vereinbarte Be- oder Entladung des Schiffes kann eine Despatch (deutsch „Eilgeld“) genannte Vergütung oder eine Detention (deutsch „Verzugsgebühren“) genannte Belastung vereinbart werden.
Für eine entsprechende Vergütung in der Binnenschifffahrt siehe die Verordnung über die Lade- und Löschzeiten sowie das Liegegeld in der Binnenschifffahrt (BinSchLV).